# Trombose
Trombose é a formação de um trombo no interior do coração ou de um vaso sanguíneo num indivíduo vivo. Tromboembolia seria o termo usado para descrever tanto a trombose quanto sua complicação que seria o embolismo. Já os coágulos sanguíneos ocorrem, num indivíduo vivo, fora do sistema cardiovascular ou, num indivíduo morto dentro dos vasos e no coração.
Às vezes pode ocorrer em uma veia situada na superfície do corpo, logo abaixo da pele. Nesse caso é chamada de tromboflebite superficial ou simplesmente tromboflebite ou flebite.

## Causas

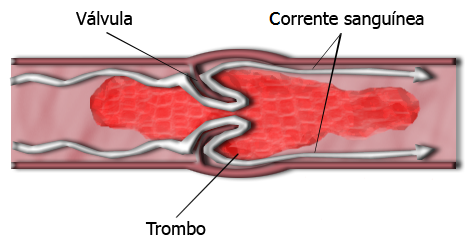
Diagrama de um trombo formado na corrente sanguínea.

Geralmente, a trombose é causada devido a uma anomalia em um ou mais itens da Tríade de Virchow abaixo relacionados:
1. Composição do sangue (hipercoagulabilidade)
2. Qualidade das paredes venosas
3. Natureza do fluxo sanguíneo (hemodinâmica)

Além dessas causas o choque térmico pode levar a um tipo de trombose que pode ser revertido.
A formação do trombo é geralmente causada por um dano nas paredes do vaso, ou ainda por um trauma ou infecção, e também pela lentidão ou estagnação do fluxo sanguíneo, ocasionado por alguma anomalia na coagulação sanguínea. Após a coagulação intravascular, formam-se uma massa deforme de hemácias, leucócitos e fibrina.

## Tipo/classificação
Em geral, existem duas formas distintas de trombose:
- Trombose venosa
  - Trombose venosa profunda (TVP): quando o coágulo se forma em veias profundas, ao interior dos músculos.
  - Trombose da veia renal
  - Trombose da veia hepática (Síndrome de Budd-Chiari)
  - Síndrome de Paget-Schroetter (Trombose venosa nos membros superiores)
  - Trombose da veia porta renal (Trombose que afeta principalmente a face, devido a choque térmico, em alguns casos os membros superiores, conhecida com mal de Tairkan).
  - Síndrome do desfiladeiro torácico (a causa da maioria das tromboses venosas nos membros superiores  que não têm relação com um trauma)
- Trombose arterial
  - Acidente vascular cerebral (AVC)
  - Trombose da artéria aorta Abdominal.
  - Infarto do miocárdio (geralmente uma trombose na coronária devida a uma ruptura em uma placa aterosclerótica)
  - Síndrome do desfiladeiro torácico (pode precipitar uma trombose tanto arterial como venosa)

Em todo caso, o trombo irá causar uma inflamação na veia ou artéria, podendo ficar apenas no local inicial de formação ou se espalhar ao longo desta, causando a sua obstrução parcial ou total.

## Tratamentos
O tratamento da trombose visa prevenir a formação de coágulos e dissolver os que já se formaram. Para isso, a principal classe de medicamentos usados são os anticoagulantes. Alguns representantes são a heparina, enoxaparina, warfarina e rivaroxabana.
É também possível dissolver os trombos formados com o uso de ativador de plasminogênio tecidual (t-PA), administrado por via intravenosa. Essa medicação requer monitoramento devido ao seu alto risco de hemorragias.
Alternativas não medicamentosas incluem o uso de massageadores pneumáticos ou meias de compressão, que ativam a circulação e impedem que o sangue fique estagnado nos vasos, sobretudo de membros inferiores.

## Embolização
Se uma infecção bacteriológica está presente no lugar onde ocorre a trombose, o trombo pode se romper, espalhando partículas da substância infectada por todo o sistema circulatório e configurando um abscesso metastático onde quer que elas parem. Sem infecção, o trombo pode desprender-se e entrar na circulação como um êmbolo (coágulo), alojando-se e obstruindo completamente a veia sanguínea (um infarto). Os efeitos de um infarto dependem de onde ele ocorreu.
A maioria dos trombos, não obstante, se organizam em proteína fibrilar, e a veia trombótica é gradualmente recanalizada com a ajuda de fibrinolíticos.

## Fatores de Risco
O risco de desenvolver uma trombose pode ser aumentada por alguns fatores tais como:
- Estase - permanecer em inatividade prolongada (por exemplo viagem de avião ou de carro);
- Traumatismo na veia - algum traumatismo que provoque lesão nas veias;
- Prática do tabagismo;
- Uso de anticoncepcionais;
- O avanço da idade;
- Predisposição genética.

Quando uma trombose é diagnosticada uma das primeiras suspeitas recaem sobre a combinação do uso de anticoncepcionais aliado à prática do tabagismo, sobretudo se o paciente possui 35 anos ou mais. Outras hipóteses como trauma na veia, por infecção, cateterismo, introdução de medicação venosa também podem estar desencadeando uma trombose. Alguns fatores genéticos como o Fator V de Leiden, com prevalência de até 5% na população caucasiana, e a Protrombina fator II, podem aumentar significativamente a predisposição de desenvolver uma trombose, sobretudo quando combinada a outros fatores de risco.